# Acraea hamata
Acraea hamata är en fjärilsart som beskrevs av James John Joicey och Talbot 1922. Acraea hamata ingår i släktet Acraea och familjen praktfjärilar. Inga underarter finns listade i Catalogue of Life.